# 松村昶子
松村 昶子（まつむら しょうこ、1920年（大正9年）7月10日 - 1945年（昭和20年））は、昭和時代の競泳選手。

## 経歴
山口県吉敷郡大歳村矢原高畑（現山口市矢原町高畑）の医師松村章の二女として生まれる。1927年（昭和2年）大歳小学校に入学し、椹野川の八光面（石津橋の下）で泳ぎを覚えた。
山口高等女学校在学中、100m自由形で1936年ベルリンオリンピック競泳日本代表に選出されたが、本大会では出場しなかった。